# Кнебель, Андреас
Андреас Кнебель (нем. Andreas Knebel; род. 21 июня 1960, Зангерхаузен, Галле) — немецкий спринтер, чемпион и призёр чемпионатов Европы, призёр розыгрышей Кубка мира, серебряный призёр летних Олимпийских игр 1980 года в Москве.

## Карьера
В 1979 году в Быдгоще Кнебель стал серебряным призёром чемпионата Европы среди юниоров в беге на 400 метров (46,45 с) и бронзовым — в эстафете 4×400 метров. На Олимпиаде в Москве сборная ГДР в составе Кнебеля, Клауса Тиле, Франка Шаффера и Фолькера Бека завоевала олимпийское серебро в эстафете 4×400 метров с результатом 3.01,26 c, уступив сборной СССР (3.01,08 с). В 1981 году Кнебель стал чемпионом Европы в помещении в беге на 400 метров. На следующий год на этой же дистанции он стал серебряным призёром чемпионата Европы на открытом воздухе. Серебряный (1983) и бронзовый (1981) призёр розыгрышей Кубка Европы.